# Helmut Nause
Helmut Nause (* 1955) ist ein deutscher Jurist und war Gerichtspräsident.

## Leben
Helmut Nause war nach Studium und Promotion zunächst als Rechtsanwalt in Bremen tätig, bevor er 1983 in den Hamburgischen Justizdienst eintrat. 1985 wurde er Richter am Arbeitsgericht Hamburg und war dort u. a. Mitglied im Präsidium, im Präsidialrat der Hamburgischen Arbeitsgerichtsbarkeit und im Richterwahlausschuss. 1999 wurde Helmut Nause an das Landesarbeitsgericht Hamburg abgeordnet und 2000 zum Vorsitzenden Richter am Landesarbeitsgericht ernannt. Er war in der Zeit am Landesarbeitsgericht Hamburg auch Mitglied des Präsidiums und als Presserichter tätig. 2003 kehrte er als Präsident an das Arbeitsgericht Hamburg zurück. 2007 folgte Helmut Nause dem in den Ruhestand versetzten Henning Kirsch als Präsident des Landesarbeitsgerichts Hamburg nach.
Von 2014 bis 2020 war Nause Präsident des Deutschen Arbeitsgerichtsverbandes.
Er hat zwei Kinder.

## Werke
- Die Grenzen der Regelungsbefugnis von Arbeitgeber und Betriebsrat gegenüber dem einzelnen Arbeitnehmer bei Abschluß von Betriebsvereinbarungen, 1982 (zugleich Diss. Göttingen).